# Raffinerie Korneuburg
Die Raffinerie Korneuburg war eine im Jahr 1927 in Betrieb genommene Raffinerie nahe der Stadt Korneuburg in Niederösterreich. Sie wurde 1961 durch die größere, neu errichtete Raffinerie in Schwechat abgelöst.

## Lage
Die Anlagen der Raffinerie befanden sich am südlichen Stadtrand zwischen der Nordwestbahn und der Donau Straße B3, nördlich der Anschlussstelle zur Donauufer Autobahn A 22. Das Gebiet wird auch als Tuttendorfer Breite bezeichnet.

## Geschichte
Die Raffinerie war eine Gründung der rumänischen Mineralölgesellschaft Creditul Minier und sollte ursprünglich bereits 1921 gebaut werden, das Projekt wurde aber zunächst wegen der befürchteten Geruchsbelästigung in der Stadt zunächst ad acta gelegt. Im Jahr 1927 wurde es allerdings doch verwirklicht. Verarbeitet wurde ursprünglich Erdöl aus Rumänien, welches mit Tankschiffen über die Donau und in Kesselwagen über die Nordwestbahn angeliefert wurde. Nach den Explorationen im Weinviertel Anfang der 1930er Jahre wurde aber vermehrt auch inländisches Öl aus der Gegend von Zistersdorf verarbeitet. Im Jahr 1937 wurden in Korneuburg (und in der ebenfalls dem Creditul Minier gehörenden Raffinerie in Drösing) Benzin mit dem Markennamen „Cremin“, sowie die Motoröle „Creminoil“, „Python“ und „Scodol“ hergestellt.
Nach dem Anschluss wurde das Werk der deutschen Gasolin eingegliedert und großzügig ausgebaut. So wurden Gleisanlagen erweitert und flussabwärts der Schiffswerft ein Tanklager errichtet, wo das Rohöl aus Rumänien, das über die Donau transportiert wurde, gelagert werden konnte.
Bombentreffer im Juni und Juli 1944 verliefen glimpflich, während ein alliierter Luftangriff im August 72 Tote forderte. Gegen Ende des Krieges waren die Bombardements allerdings wesentlich stärker, sodass neben der kompletten Zerstörung der Raffinerie auch an die 140 Tote und sehr große Schäden an der Stadt Korneuburg zu beklagen waren. Die Raffinerie brannte lichterloh.
Als „Deutsches Eigentum“ wurde die Raffinerie nach Kriegsende von der sowjetischen Besatzungsmacht der SMV, der sowjetischen Mineralölverwaltung in Österreich eingegliedert. Von dieser wurde sie auch wieder aufgebaut und modernisiert. 1947 errichtete die SMV in Zusammenarbeit von sowjetischen und österreichischen Ingenieuren die modernste Destillationsanslage Österreichs. Allerdings musste die Raffinerie im selben Jahr wegen zurückgehender Produktionszahlen der österreichischen Erdölreviere zeitweise stillgelegt werden. Nach dem Staatsvertrag fiel sie in die Verwaltung der verstaatlichten Österreichischen Mineralölverwaltung (ÖMV). Von dieser wurde sie bis zur Fertigstellung der Großraffinerie in Schwechat im Jahr 1961 weiter betrieben. Erzeugt wurden Benzin, Petroleum, Gasöle, Öldestillate, Bitumina, Ölraffinate sowie Heizöle.
Abgetragen wurden die Anlagen der Raffinerie erst 1973. Das Tanklager an der Donaulände wird heute von der ungarischen MOL betrieben.

## Die Raffinerie als Altlast
Das Gebiet der damaligen Raffinerie gilt seit langem als große Altlast durch sein durch Öl verunreinigtes Erdreich. Das ehemalige Raffineriegelände ist heute größtenteils mit Firmengebäuden verbaut, nur ein kleiner Teil liegt brach.
Augenzeugenberichten zufolge gehen die Verunreinigungen bereits auf 1929 zurück, dokumentiert sind sie allerdings erst seit 1956. Der Grundwasserspiegel ist im Bereich des Korneuburger Becken sehr stark von den Wassermengen der Donau abhängig, sodass auch die Verunreinigungen mit dem Grundwasser steigen und fallen. Im Jahr 1965, als die Donau Hochwasser führte, wurden diese Verunreinigungen bis an die Erdoberfläche geschwemmt. Die Brunnen in der näheren Umgebung des ehemaligen Raffineriegeländes sind als Trinkwasser unbrauchbar. Eine Gefahr stellt die Altlast auch für die in 1 km bestehenden Trinkwasserbrunnen der NÖSIWAG dar.
Aus diesem Grund wurde im Juli 2008 unter der Bezeichnung Altlast N16 damit begonnen, die Verunreinigungen aus dem Boden zu beseitigen. Dazu wurde auf ein biologisches Verfahren in einer Größe, wie es in Österreich vorher noch nie durchgeführt wurde, gesetzt. 2020 konnte ein Erfolg dieser „ölfressenden Bakterien“ berichtet werden, es wurden rund 1.100 Tonnen Rohöl aus dem Boden entfernt. Die Sanierung kostete bis dato rund 20 Millionen Euro.